# 厚木進
厚木 進（あつき すすむ、1953年6月29日 - ）は、日本の財務官僚。財務省関東財務局長、経済産業省貿易経済協力局長を経て、日本郵政代表執行役副社長。

## 人物
徳島県鳴門市撫養町出身。徳島県立城南高等学校を経て、一橋大学経済学部経済学科卒業。1977年4月 大蔵省入省（主計局総務課）。
パリでOECD政府代表部参事官を務めていた際に、韓国のOECD加盟に尽力。1997年から財務省国際局で課長を務めアジア通貨危機に対応した。2000年からは金融庁、証券取引等監視委員会で課長、担当審議官として検査に携わる。
2010年、日本国憲法下で初めて経済産業省と財務省との間（通産省、大蔵省時代含む）で局長交流人事が行われ、経済産業省貿易経済協力局長に就任。なおこの人事交流は、このときのみであった。
この人事について、次のような評論がある。
近年、国際的な大型インフラ設備の入札競争で日本企業が韓国企業の後塵を拝しているのは、韓国が自国農業をある程度犠牲にしてEPAに締結しているためであり、日本の場合、農業保護を掲げる農水省と経産省との間で対立が続いていた。
2012年12月 日本総合研究所顧問。2013年6月から曽田立夫や小松敏秀とともに日本郵政執行役副社長、2014年6月 同社取締役代表執行役副社長。2017年6月退任。2018年カーディフ生命保険監査役。2021年ストレージ王取締役。

## 略歴
- 1977年4月：大蔵省入省（主計局総務課）
- 1978年4月：主計局調査課[7]
- 1979年7月：大臣官房調査企画課財政金融研究室[1]
- 1981年7月：銀行局総務課企画係長[1]
- 1982年7月：十和田税務署長
- 1983年7月：通商産業省産業政策局商政課課長補佐
- 1985年7月：理財局総務課課長補佐[8][9]
- 1986年6月：理財局資金第二課課長補佐（運用二）[10]
- 1988年7月：主計局主計官補佐（科学技術・文化係主査）[11]
- 1989年7月：主計局主計官補佐（運輸第一、二、三係主査）
- 1991年6月：証券局業務課課長補佐
- 1992年6月：大臣官房企画官兼証券局総務課
- 1993年7月：大臣官房付
- 1994年5月：外務省経済協力開発機構日本政府代表部参事官（パリ）
- 1997年7月：国際金融局開発金融課長
- 1998年6月：国際局開発金融課長
- 1999年7月：国際局調査課長
- 2000年7月：金融庁総務企画部市場課長
- 2001年1月：金融庁総務企画局市場課長
- 2002年7月：証券取引等監視委員会事務局総務検査課長
- 2003年7月：金融庁検査局総務課長
- 2004年7月：金融庁総務企画局審議官（検査局担当）
- 2005年：コロンビア大学研究員
- 2006年：東海財務局長兼財務総合政策研究所東海研修支所長、
- 2007年：金融庁証券取引等監視委員会事務局次長
- 2009年7月：関東財務局長
- 2010年7月：経済産業省貿易経済協力局長
- 2012年9月：辞職

## 著作
- 「アジア経済・金融の再生への道」について--外国為替等審議会専門部会報告書の概要」国際金融. (1050) [2000.8.1]
- 「座談会 証券行政をめぐる最近の諸問題について」証券レビュー. 41(6) [2001.6]
- 「行政官レポート 空売りへの具体的な取り組みについて」月刊金融ジャーナル. 43(5) (通号 537) [2002.5]
- 「講演録 証券取引等監視委員会の活動状況」資本市場. (通号 209) [2003.1]